# 金德院
金德院（閩南語：Kim Tek Ie），是一座位在印尼雅加達草埔的閩南式寺廟，也是當地現存最早的華人寺廟之一。此外，該寺廟也是當地最主要的華人節慶中心之一。

## 簡介
17世紀後期創建之初，它被稱作「觀音亭」，並成為當地地名來源。
1740年，觀音亭在紅溪慘案中遭焚毀。 稍後，荷蘭東印度公司推行當地各族群設立半自治組織，以監督協調各自社群及宗教事務；其中，負責華人事務者為「公館」。 1755年，公館在華人甲必丹黃鈰老領導下重建該寺廟，並開始負責所有華人寺廟的維護事務。重建完工後，該寺廟被重新命名為「金德院」。

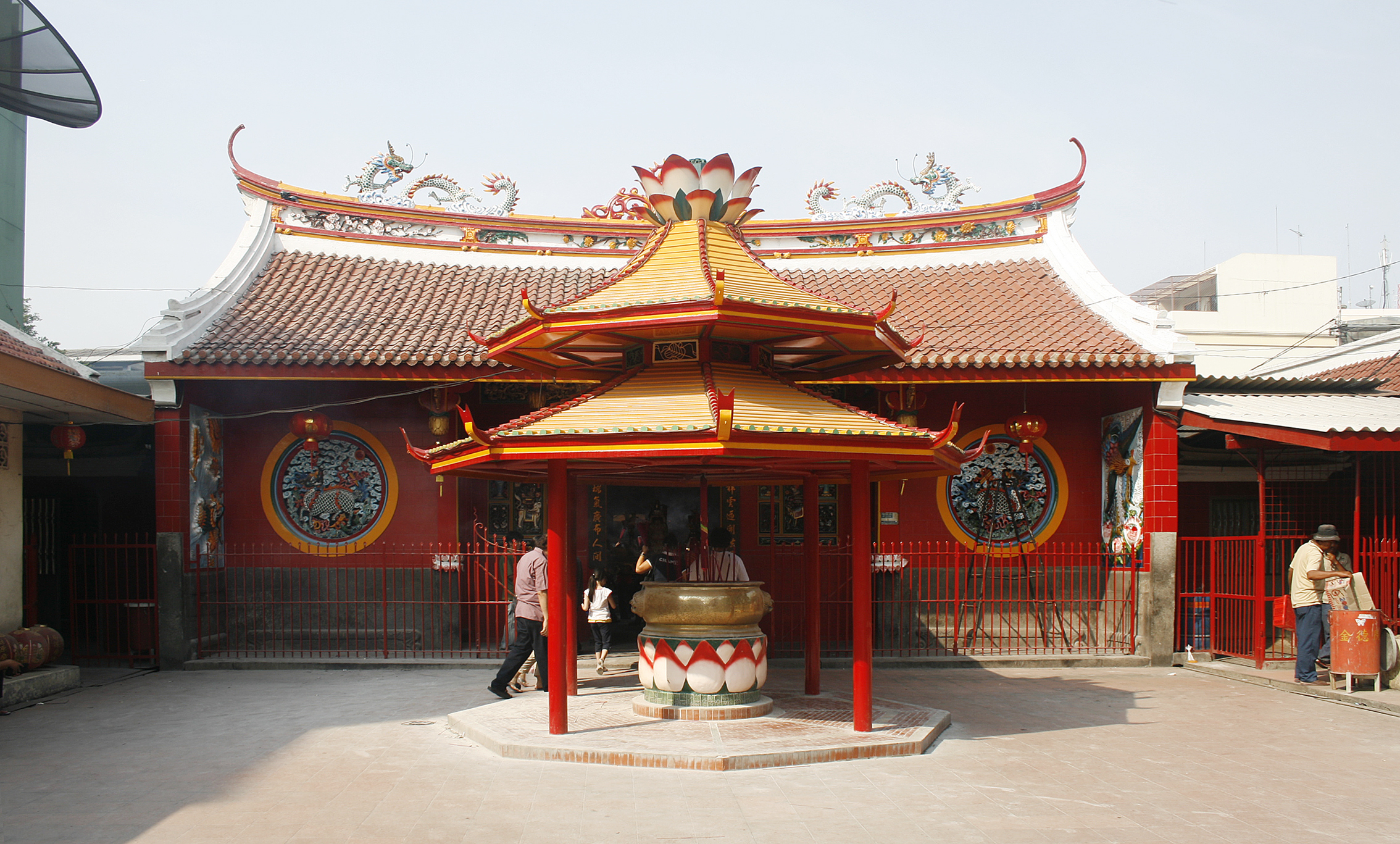
金德院內，攝影於2008年。

在1965年，印尼寺院委員會（印尼語：Dewan Wihara Indonesia，簡稱DEWI）在推行全國寺院名稱統一時建議以「Vihara Dharma Bhakti」取代金德院作正式名稱。
2015年3月2日凌晨，金德院發生火災，部分文物和建築嚴重毀損。

## 參看
- 安卒大伯公廟
- 印度尼西亞華人